# Långängen, Hallsberg
Långängen är en del av tätorten Hallsberg belägen i Hallsbergs socken, Hallsbergs kommun.

## Tätorten
1960 avgränsade SCB här en tätort med 484 invånare inom Hallsbergs landskommun. 1980 hade tätort vuxit samman med Hallsbergs tätort efter att folkmängden i Långängen hade mer än fördubblats. Vid 2010 års tätortsavgränsning var Långängen fortfarande en del av Hallsbergs tätort.